# Městská policie hl. m. Prahy
Městská policie hl. m. Prahy je obecní policie českého hlavního města Prahy. Ke konci roku 2024 uváděla 2 059 zaměstnanců, zatímco při svém vzniku měla 87 strážníků. Vznikla 11. května 1992, kdy začal platit Zákon o obecní policii, a jejím prvním ředitelem byl Rudolf Blažek. Nepřetržitá služba byla zahájena 3. června 1992, a to na území Prahy 1, kde ji zajišťovalo 40 strážníků.